# Sân bay quốc tế Thịnh Lạc Hô Hòa Hạo Đặc
Sân bay quốc tế Thịnh Lạc Hô Hòa Hạo Đặc (tiếng Trung: 呼和浩特盛乐国际机场) là một sân bay đang được xây dựng để phục vụ Hohhot, thủ phủ của Khu tự trị Nội Mông Cổ ở phía bắc Trung Quốc. Sau khi hoàn thành, nó sẽ thay thế sân bay quốc tế Bạch Tháp Hô Hòa Hạo Đặc hiện tại làm sân bay chính của thành phố. Nó nằm ở trấn Qiaoshiying, hạt Horinger, phía nam trung tâm thành phố.

## Lịch sử
Hohhot hiện đang được phục vụ bởi Sân bay quốc tế Bạch Tháp Hô Hòa Hạo Đặc. Với sự mở rộng nhanh chóng của thành phố, sân bay hiện được bao quanh bởi khu vực đô thị. Nó không còn chỗ để mở rộng để đáp ứng lưu lượng ngày càng tăng, trong khi sự hiện diện của sân bay ở giữa thành phố đã hạn chế nghiêm trọng sự phát triển đô thị.
Vào tháng 4 năm 2012, thành phố Hohhot đã khởi động dự án xây dựng một sân bay mới để thay thế sân bay Bạch Tháp. Nó đã chọn một địa điểm ở thị trấn Qiaoshiying, hạt Horinger, phía nam trung tâm thành phố và đặt tên là Sân bay quốc tế Thịnh Lạc Hohhot. Vào tháng 9 năm 2013, một văn phòng giám sát việc xây dựng sân bay đã được thành lập tại Horinger và bắt đầu lấy đất và di dời cư dân.Cục Hàng không Dân dụng Trung Quốc đã đánh giá địa điểm này bắt đầu từ tháng 12 năm 2013 và đã phê duyệt vào năm 2015. Vào ngày 15 tháng 1 năm 2019, sân bay đã được Ủy ban Cải cách và Phát triển Quốc gia phê duyệt.

## Cơ sở vật chất và xây dựng
Sân bay Shengle sẽ có hai đường băng song song với khoảng cách 2 km (1,2 mi) giữa chúng, được kết nối bằng đường taxi. Đường băng phía nam sẽ dài 3.800 mét (12.500 ft) và rộng 60 mét (200 ft) (lớp 4F), và đường băng phía bắc sẽ dài 3.400 mét (11.200 ft) và rộng 45 mét (148 ft) (lớp 4E) [3] Nó sẽ có một tòa nhà ga 260.000 mét vuông (2.800.000 ft vuông), sân đỗ xe cho 125 máy bay, một trung tâm vận chuyển 50.000 mét vuông (540.000 ft vuông) và bãi đậu xe rộng 95.000 mét vuông (1.020.000 ft vuông) nhà để xe. Sân bay này dự kiến sẽ phục vụ 28 triệu hành khách mỗi năm vào năm 2030, cũng như 320.000 tấn hàng hóa. Tổng ngân sách xây dựng là 22,37 tỷ nhân dân tệ.
Sân bay Thịnh Lạc sẽ được kết nối với Tàu điện ngầm Hohhot, cũng đang được xây dựng. Sông Bảo Bối sẽ được chuyển hướng đến sân bay mới. 